# Plymouth Duster
La Duster è un'autovettura compact prodotta dalla Plymouth dal 1970 al 1976. Il nome Duster rivisse poi associato a dei livelli di allestimento che erano disponibili su alcuni modelli negli anni ottanta e novanta.

## Il contesto
La Duster fu lanciata sui mercati per competere con la Ford Maverick, che fu introdotta lo stesso anno in cui debuttò il modello in oggetto, e la Chevrolet Nova, che venne invece presentata nel 1968. Mentre la Maverick e la Nova erano in commercio anche in versione a quattro porte, la Duster fu offerta solo con carrozzeria coupé due porte. Infatti, le versioni berlina quattro porte e hardtop due porte di questo nuovo modello furono destinate alla gamma della Valiant. La nascita della Duster fu originata dal desiderio della Plymouth di investire in modo diverso i fondi destinati al restyling dei propri modelli, preferendo il lancio di una nuova vettura piuttosto che l'aggiornamento di modelli già in commercio. Per realizzare la Duster, fu comunque utilizzato il pianale della Valiant. In particolare, la Duster condivideva con la Valiant il frontale ma non la parte posteriore del corpo vettura. La Duster fu anche lanciata sui mercati per collocarsi nella posizione, all'interno della gamma Plymouth, precedentemente occupata dalla Barracuda. Infatti, quando quest'ultima, nel 1970, venne spostata dal pianale A alla piattaforma E, si creò una lacuna nella gamma Plymouth per un modello compatto, economico e sportivo. Questo vuoto venne appunto riempito dalla Duster, che fu poi offerta in diversi allestimenti.

## Storia
Nel 1970 venne introdotta la Duster. La Duster era dotata di una carrozzeria coupé due porte con linea semi fastback. Esteticamente assomigliava alla Valiant, anche se erano presenti dei particolari importanti che distinguevano i due modelli. Al momento del lancio, la Duster era offerta in due versioni, quella base e quella ad alte prestazioni, la 340. I motori disponibili furono quattro, per la precisione due sei cilindri in linea che avevano una cilindrata, rispettivamente, di 3,2 L e 3,7 L, e due V8 da 5,2 L e 5,6 L. Quest'ultimo era associato alla versione 340 (infatti, 5,6 L corrispondono a 340 pollici cubi). A metà anno, fu aggiunto all'offerta l'allestimento Gold Duster, che rimase in produzione fino al 1975. Ad esso era associato un equipaggiamento speciale che comprendeva un cruscotto con una strumentazione più completa, degli interni migliori e dei copricerchioni speciali. Nel 1970, di Duster ne vennero prodotti 217.192 esemplari, 24.817 dei quali erano equipaggiati con il motore da 5,6 L.

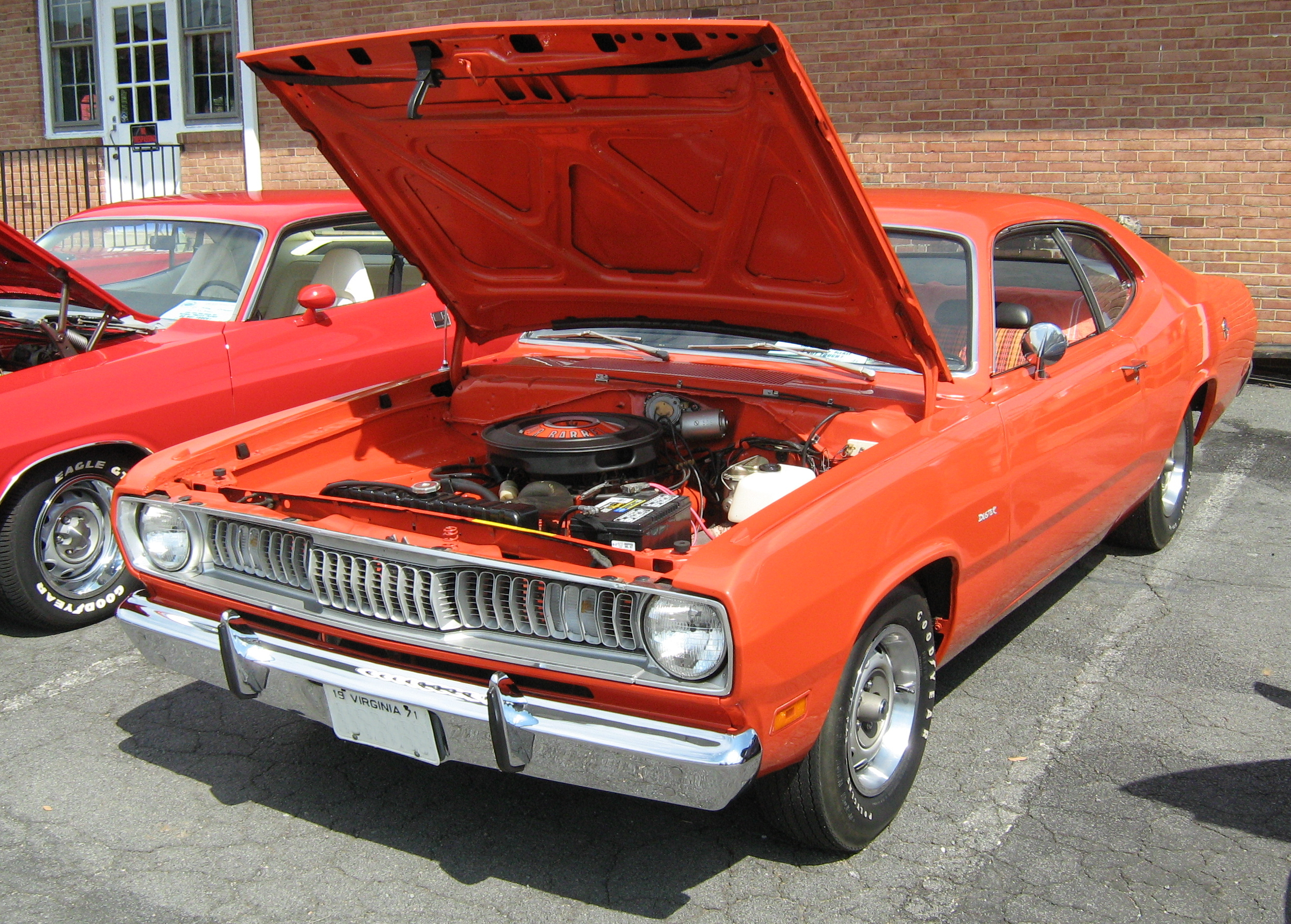
Una Plymouth Duster del 1971

La Duster fu quindi un successo per la Plymouth, e così anche nella gamma Dodge fu introdotto un modello analogo, la Demon. Come risposta, nella gamma Plymouth fu incluso un modello che derivava dalla Dodge Dart e che possedeva una carrozzeria hardtop due porte, vale a dire la Plymouth Scamp. Nel 1971 le modifiche alla Duster furono minime, anche se nell'anno in oggetto fece la comparsa un nuovo allestimento, il Duster Twister, che aveva in dotazione parte dell'equipaggiamento della Duster 340, ma senza il motore da 5,6 L. Quest'ultimo, infatti, venne sostituito dal propulsore da 5,2 L, il quale fu l'unico disponibile per questo allestimento.
La Duster non fu oggetto di cambiamenti neppure nel 1972. Le novità furono il cambio del disegno dei fanali posteriori ed il depotenziamento del motore da 5,6 L, che passò da 275 CV a 245 CV a causa della diminuzione del rapporto di compressione. Quest'ultimo, infatti, si ridusse da 10,2:1 a 8,5:1. Nello stesso anno, sul motore citato, venne introdotta l'iniezione elettronica.
Nel 1973 la Duster ebbe in dotazione una nuova calandra, un cofano a cui fu aggiornata la linea, dei nuovi parafanghi anteriori e dei fanali posteriori dal disegno rinnovato. Il disegno delle luci posteriori rimase invariato fino al 1976. Per conformarsi a nuove leggi sulla sicurezza appena entrate in vigore, vennero aggiornati anche i paraurti. Nell'anno in questione furono applicati pure dei cambiamenti alla meccanica. Nel 1973 fu anche introdotto, tra le opzioni, un tettuccio apribile in metallo e venne installato un nuovo tipo di sbrinatore del lunotto.
Nel 1974 la Plymouth sostituì il motore da 5,6 L con un nuovo propulsore da 5,9 L per conformarsi alle nuove norme federali contro le emissioni inquinanti; in tale occasione la versione speciale fu denominata Duster 360 (360 pollici cubi corrispondono infatti a 5,9 L). Questo nuovo motore erogava 245 CV. Vennero anche introdotte delle cinture di sicurezza a scomparsa. Nonostante la crisi energetica, il 1974 fu il miglior anno della Duster in fatto di vendite, dato che ne furono prodotti 281.378 esemplari.

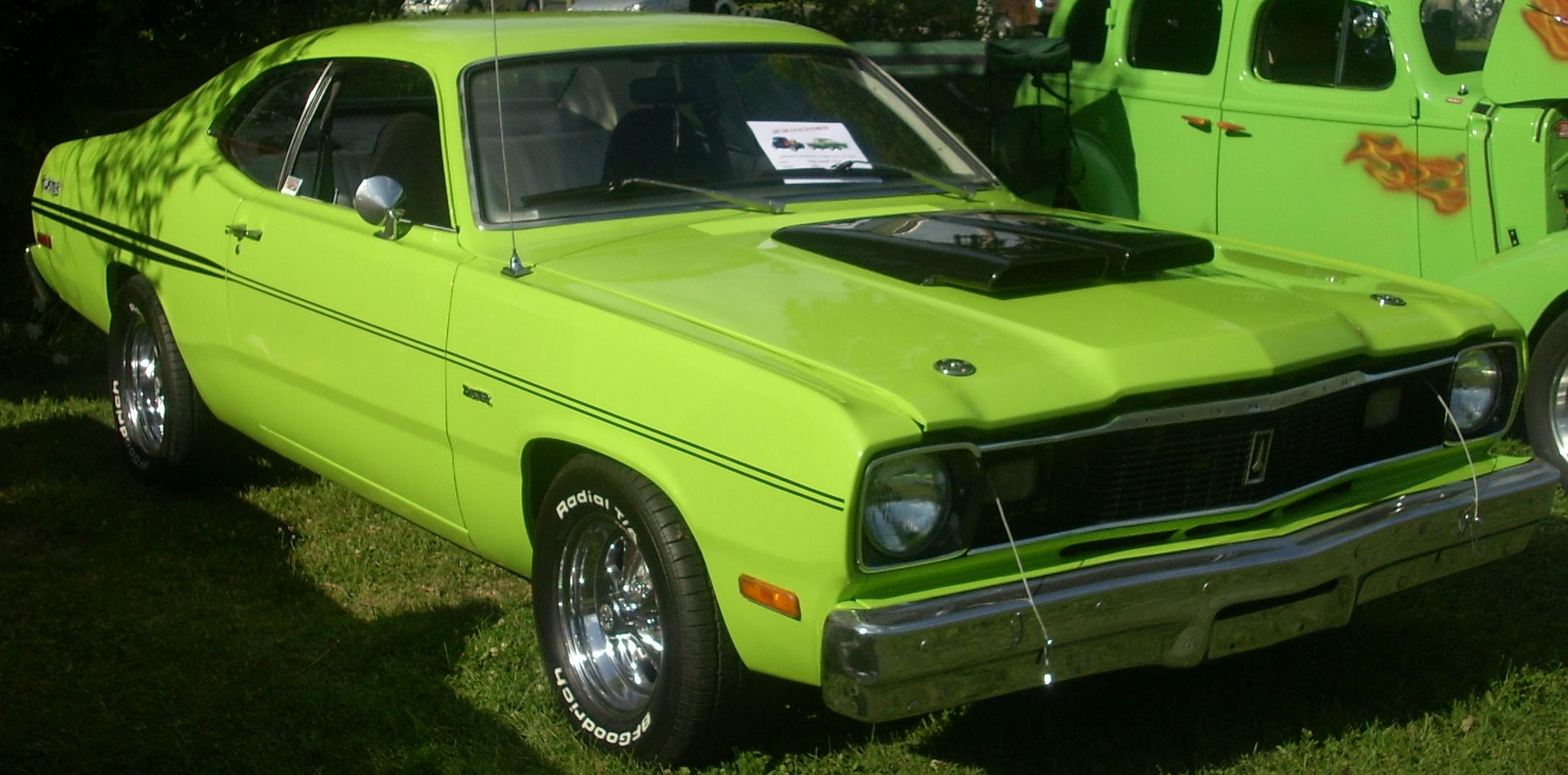
Una Plymouth Dusterdel 1975

Nel 1975 i cambiamenti furono pochi, e la Duster restò praticamente immutata. L'unica novità fu l'aggiornamento della calandra. Nell'anno in questione fu introdotto il convertitore catalitico sui motori da 3,7 L e 5,2 L.
Nel 1976 venne cambiato il colore dei vetri degli indicatori di direzione, che diventarono di color ambra. Precedentemente erano infatti le lampadine ad avere questo colore, mentre i vetri erano trasparenti. Il punto di fissaggio dello specchio retrovisore interno fu spostato dalla parte anteriore del tettuccio al parabrezza. Il comando del freno di stazionamento da manuale diventò a pedale. Dal 1º gennaio 1976 diventarono di serie su tutti i modelli i freni a disco. Gli allestimenti speciali che vennero offerti nell'anno in oggetto furono il Feather Duster, il Space Duster ed il Silver Duster. La versione Duster 360 fu declassificata da versione a sé stante a comune allestimento. La Duster 360 non aveva ancora il convertitore catalitico, ma la potenza del suo motore scese a 225 CV.
La Duster venne assemblata ad Hamtramck, nel Michigan, a Commerce, in California ed a Saint Louis, nel Missouri. La Duster, che era basata sul pianale A del gruppo Chrysler, aveva installato il motore in posizione anteriore, mentre la trazione era posteriore. I cambi disponibili durante gli anni in cui la Duster venne prodotta, furono due trasmissioni manuali, rispettivamente, a tre a quattro rapporti, ed un cambio automatico TorqueFlite a tre marce.
Il modello fu sostituito sul mercato statunitense dalla Plymouth Volare, mentre su quello canadese venne rimpiazzato dalla Plymouth Caravelle versione coupé.

## La Duster come allestimento di altri modelli
La Duster fu reintrodotto nel 1979 come allestimento della Plymouth Volare coupé. Questo pacchetto opzionale restò in produzione fino al 1980. Dal 1985 al 1987 la Duster diventò invece un allestimento della Plymouth Turismo, che era basata sul pianale L del gruppo, ed infine, dal 1992 al 1994, il nome Duster fu associato ad una versione con motore V6 delle Plymouth Sundance coupé ed hatchback, che erano invece costruite sulla piattaforma P.